# 真・鮫島事件
『真・鮫島事件』（しん さめじまじけん）は、2020年11月27日に公開された日本のホラー映画。
日本のインターネット上の匿名掲示板「2ちゃんねる」内で言及され、「ネット上最恐の都市伝説」と呼ばれている都市伝説「鮫島事件」をモチーフとしたホラー映画。主演は武田玲奈、監督は本作同様に鮫島事件を題材とした映画『2ちゃんねるの呪い 劇場版』を手掛けた永江二朗。

## あらすじ
佐々木菜奈の高校時代の同級生あゆみが無残な死を遂げた。その後、あゆみがかつてネット上を騒がせた都市伝説いわゆる「鮫島事件」のことを調べていたことが分かるが、その事件の真相を知ったものは必ず死ぬとされていた。やがて、菜奈の周りでも奇怪な出来事が起こるようになる。

## キャスト
- 佐々木菜奈：武田玲奈
- 仲瀬フミ：小西桜子[5]
- 亮：濱正悟[5]
- 裕貴：林カラス[5]
- 鈴：鶴見萌[5]
- 山形啓将
- 水島里菜
- 佐藤仁
- マンションの管理人：しゅはまはるみ[5]
- 佐々木将輝：佐野岳[5]

## スタッフ
- 監督・脚本：永江二朗
- 主題歌：清水理子（虹のコンキスタドール）「ツグム。」
- 製作：有馬一昭、村上潔
- プロデューサー：伊藤修嗣、上野境介、木俣誠
- 撮影・照明：今井哲郎（J.S.C.）
- 録音・整音：指宿隆次
- 編集・合成：鳥居康剛
- スタイリスト：網野正和
- ヘアメイク：平野仁美
- 特殊メイク：千葉美生、遠藤斗貴彦
- サウンドエディター：花谷伸也
- フォーリーアーティスト：田久保貴昭
- 選曲：加藤博紀、久本幸奈
- 助監督：坂野崇博
- キャスティング：北田希利子
- ラインプロデューサー：酒井明
- 配給：イオンエンターテイメント
- 制作プロダクション：キャンター
- 製作：「真・鮫島事件」製作委員会